# 1887 no beisebol

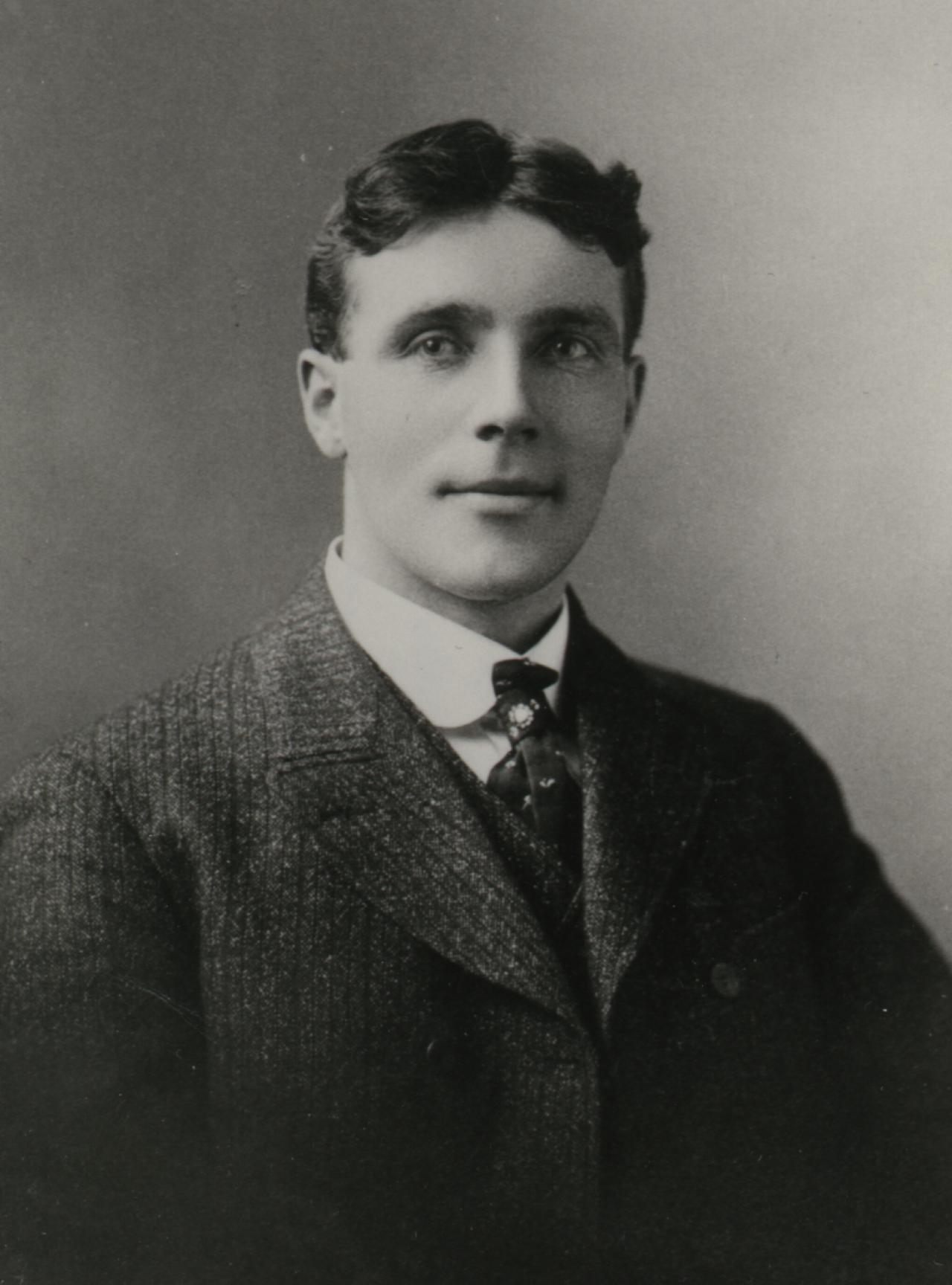
Tip O'Neill, foi o líder da Associação Americana em média de rebatidas, home runs e RBIs na temporada de 1887.

Esta é uma lista de eventos no mundo do beisebol durante o ano de 1887.

## Campeões
- National League: Detroit Wolverines
- American Association:  St. Louis Browns

### World Series
- Detroit Wolverines: 10 jogos
- St. Louis Browns: 5 jogos

## Grandes ligas de beisebol - times e aproveitamento

### National League
| Time                    | Vitórias | Derrotas |
| ----------------------- | -------- | -------- |
| Detroit Wolverines      | 79       | 45       |
| Philadelphia Quakers    | 75       | 48       |
| Chicago White Stockings | 71       | 50       |
| New York Giants         | 68       | 55       |
| Boston Beaneaters       | 61       | 60       |
| Pittsburg Alleghenys    | 55       | 69       |
| Washington Nationals    | 46       | 76       |
| Indianapolis Hoosiers   | 37       | 89       |

### American Association
| Time                     | Vitórias | Derrotas |
| ------------------------ | -------- | -------- |
| St. Louis Browns         | 95       | 40       |
| Cincinnati Red Stockings | 81       | 54       |
| Baltimore Orioles        | 77       | 58       |
| Louisville Colonels      | 76       | 60       |
| Philadelphia Athletics   | 64       | 69       |
| Brooklyn Grays           | 60       | 74       |
| New York Metropolitans   | 44       | 89       |
| Cleveland Blues          | 39       | 92       |

## Líderes

### National League
| National League |                   |             |  |
| Tipo            | Nome              | Estatística |  |
| AVG             | Sam Thompson DTN  | 37,2%       |  |
| HR              | Billy O'Brien WHS | 19          |  |
| RBI             | Sam Thompson DTN  | 166         |  |
| Vitórias        | John Clarkson CHC | 42          |  |
| ERA             | Dan Casey PHI     | 2.86        |  |
| Strikeouts      | John Clarkson CHC | 237         |  |

### American Association
| American Association |                 |             |  |
| Tipo                 | Nome            | Estatística |  |
| AVG                  | Tip O'Neill STL | 43,5%       |  |
| HR                   | Tip O'Neill STL | 14          |  |
| RBI                  | Tip O'Neill STL | 123         |  |
| Vitórias             | Matt Kilroy BAL | 46          |  |
| ERA                  | Mike Smith CIN  | 2.94        |  |
| Strikeouts           | Tom Ramsey LOU  | 355         |  |

## Eventos

### Janeiro–Março
- 8 de fevereiro – Albert Spalding do Chicago White Stockings se encontra com a estrela Mike "King" Kelly para conversações sobre contrato. Kelly quer seu bônus de $375 por bom comportamento durante a temporada de 1886. Spalding não só recusa o bônus, como também recusa a restituir $225 em multas aplicadas em Kelly por uso de bebidas. Spalding já tinha vendido todos os 3 arremessadores de início de partida do time atual campeão, White Stockings, e está procurando agressivamente se livrar dos beberrões.

## Nascimentos

### Janeiro–Abril
- 19 de janeiro – Chick Gandil
- 20 de janeiro – Bill James
- 28 de janeiro – Jack Coffey
- 5 de fevereiro – Jesse Bragg
- 9 de fevereiro – Heinie Zimmerman
- 13 ee fevereiro – Eddie Foster
- 26 de fevereiro – Grover Cleveland Alexander
- 12 de março – Wally Mattick
- 19 de março – José Méndez
- 25 de março – Clyde Milan
- 8 de abril – Hap Myers
- 12 de abril – Sam Agnew
- 18 de abril – Bill Rodgers
- 19 de abril – Jack Martin
- 21 de abril – Joe McCarthy
- 26 de abril – Jack Barry

### Maio–Agosto
- 2 de maio – Eddie Collins
- 12 de maio – Casey Hageman
- 24 de maio – Jack Killilay
- 28 de maio – Jim Thorpe
- 25 de junho – Bob Meinke
- 27 de junho – Rube Benton
- 8 de julho – Jim Bluejacket
- 16 de julho – Shoeless Joe Jackson
- 29 de julho – George Cutshaw
- 7 de agosto – Chet Nourse
- 24 de agosto –  Harry Hooper
- 30 de agosto – Tom Seaton

### Setembro–Dezembro
- 4 de setembro – Tilly Walker
- 7 de setembro – Earl Moseley*
- 17 de setembro – Nick Cullop
- 4 de outubro –  Ray Fisher
- 8 de outubro – Ping Bodie
- 8 de outubro – Donie Bush
- 8 de outubro – Doc Crandall
- 10 de outubro – Bill Killefer
- 19 de outubro – Fred Snodgrass
- 6 de novembro – Walter Johnson
- 9 de dezembro – Spot Poles
- 21 de dezembro – Cy Williams

 * Algumas fontes mostram 1884

## Mortes
- 11 de maio – John Ake, 25, jogou em 1884 pelo Baltimore Orioles.
- 8 de julho– Frank McIntyre, 27, arremessador que apareceu em 3 jogos em 1883.
- 24 de julho – Alex McKinnon, 30, primeira base que rebateu em média 34% em sua primeira temporada com o Pittsburgh Alleghenys; jogou também pelo New York e pelo St. Louis.
- 9 de novembro – Billy Riley, 32?, defensor externo que jogou partes de 2 temporadas.
- 22 de dezembro – Jud Birchall, 32?, defensor externo do Philadelphia Athletics na American Association de 1882–1884.